# Campanula calcicola
Campanula calcicola är en klockväxtart som beskrevs av William Wright Smith. Campanula calcicola ingår i släktet blåklockor, och familjen klockväxter. Inga underarter finns listade i Catalogue of Life.